# David Laws
David Anthony Laws, född 30 november 1960 i Farnham, Surrey, är en brittisk politiker inom Liberaldemokraterna och bankman. Han var ledamot av det brittiska parlamentets underhus för valkretsen Yeovil från valet 2001 till valet 2015.
Laws blev efter valet 2010 utsedd till biträdande finansminister (Chief Secretary to the Treasury) i regeringen Cameron. Han tvingades avgå den 29 maj samma år efter bara drygt två veckor på posten efter avslöjanden om att han gjort felaktiga avdrag för 40 000 brittiska pund. I september 2012 återvände han till regeringen som biträdande minister i utbildningsdepartementet (skolminister) och i Cabinet Office.